# Rhagophthalmus laosensis
Rhagophthalmus laosensis är en skalbaggsart som beskrevs av Maurice Pic 1917. Rhagophthalmus laosensis ingår i släktet Rhagophthalmus och familjen Rhagophthalmidae. Inga underarter finns listade i Catalogue of Life.